# 풍산초등학교 (경북)
풍산초등학교는 대한민국 경상북도 안동시 풍산읍 하리리에 있는 공립 초등학교다.

## 학교 연혁
- 1933년 10월 27일 풍산공립보통학교(4년제 2학급) 개교설립인가 9월 2일
- 1938년 4월 1일 풍산공립심상소학교로 교명 변경
- 1939년 4월 1일 6년제 5학급 개편
- 1941년 4월 1일 풍산공립국민학교로 교명 변경
- 1949년 12월 31일 풍산국민학교로 교명 변경
- 1981년 3월 7일 병설유치원 개원
- 1993년 3월 1일 만운국민학교 통폐합
- 1996년 3월 1일 풍산초등학교로 교명 변경
- 1998년 3월 1일 안양분교장 편입
- 1998년 9월 10일 학교 체육공원 조성
- 2006년 3월 1일 안양분교장 통폐합
- 2018년 9월 1일 제34대 김형동 교장 부임
- 2018년 11월 29일 다목적강당 《풍악관》 개관식
- 2019년 9월 1일 제35대 김의식 교장 부임
- 2020년 2월 7일 제84회 졸업(18명, 총 9,683명)
- 2020년 3월 1일 7학급(특수 1학급), 병설유치원 1학급 편성

## 학교 상징
- 교화 - 장미
  - 아름답다 : 사랑
  - 붉게 핀다 : 정열
- 교목 - 향나무
  - 사철 푸르다 : 푸른 꿈(희망)
  - 곧게 자란다 : 굳센 의지

## 참고 자료
- 풍산초등학교 - 한국교육학술정보원 학교알리미